# Arnoldo Gabaldón
Arnoldo Gabaldón Carrillo (Trujillo, Estado Trujillo, 1 de marzo de 1909 - Caracas, 1 de septiembre de 1990) fue un médico, investigador y político venezolano. Gabaldón es reconocido por su importante activismo contra la malaria en Venezuela. Entre 1950 y 1960 organizó la primera campaña nacional en el mundo contra esta enfermedad, mediante la utilización de dicloro difenil tricloroetano (DDT), la cual permitió que Venezuela se convirtiese en el primer país en erradicar la enfermedad.

## Biografía
Arnoldo Gabaldón nació el 1 de marzo de 1909 en la ciudad andina de Trujillo en Venezuela, hijo de Joaquín Gabaldón y Virginia Carrillo Márquez. Se graduó de pregrado en filosofía en 1928 y para 1930 obtuvo el doctorado en ciencias médicas en la Universidad Central de Venezuela. Luego, en Hamburgo (Alemania) completó una especialidad en el Instituto de Enfermedades Tropicales, viajando posteriormente en 1935 a Estados Unidos en calidad de becario de la Fundación Rockefeller para obtener un doctorado de la Universidad Johns Hopkins en ciencias de higiene con mención especial en protozoología. De regreso a Venezuela es nombrado para presidir la recién creada Dirección Especial de Malariología del Ministerio de Sanidad y Asistencia Social, puesto que ocupó hasta 1950.
Bajo la dirección de Gabaldón, Venezuela se convirtió en el primer estado que organizó una campaña a escala nacional contra la malaria, mediante la utilización del DDT, lo que conllevó a ser los primeros en alcanzar la erradicación de esa enfermedad en una gran área de extensión de la zona tropical.
Gabaldón había adquirido tal fama en su país que en 1951 fue uno de los candidatos a sustituir al recién asesinado presidente de la República, Carlos Delgado Chalbaud. Continuó asesorando la Dirección General de Malariología hasta su jubilación en 1973.

## Sanidad y asistencia social

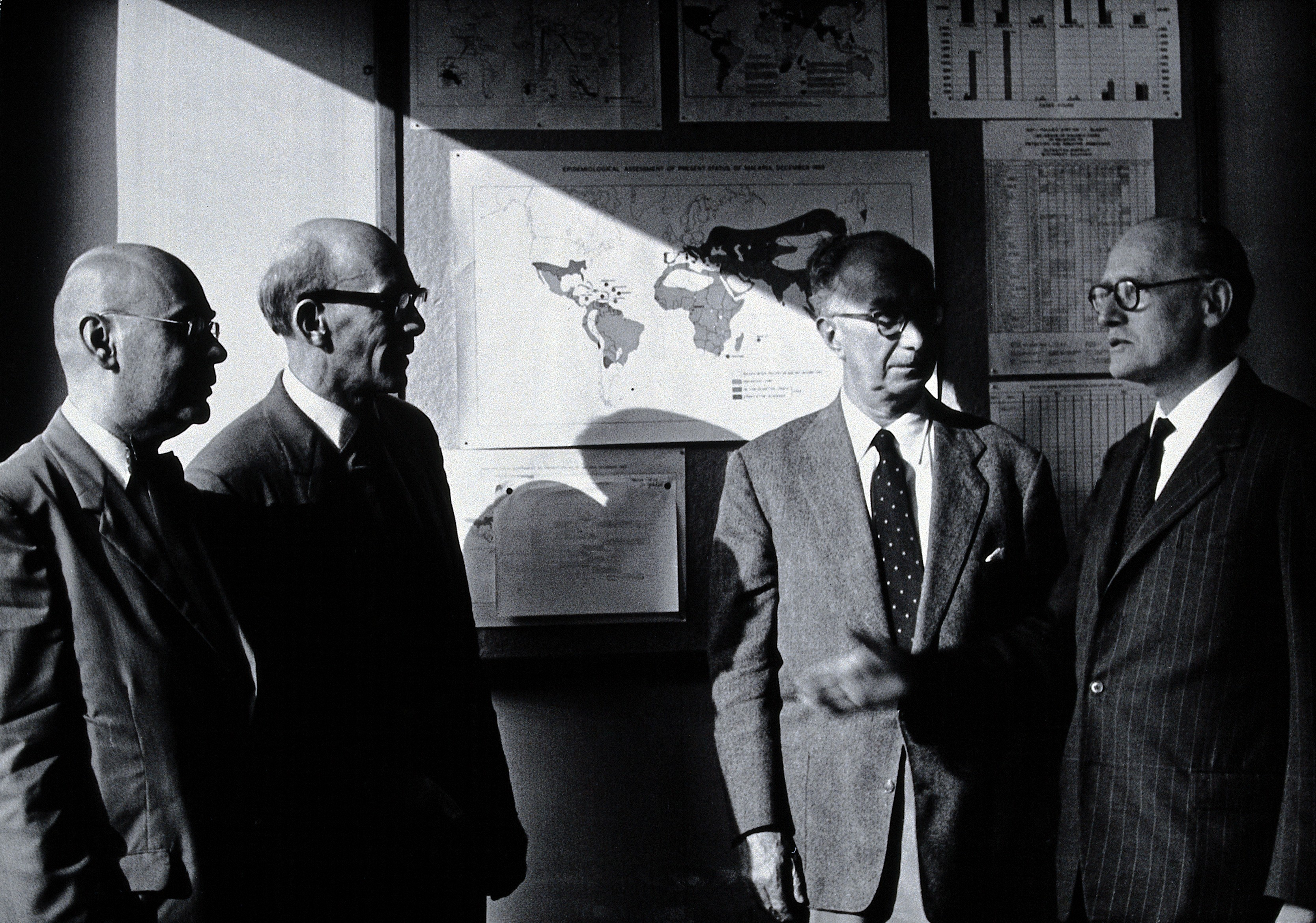
Arnold Gabaldon junto a George MacDonald, Cyril Garnham y Emilio Pampana en el Comité de Terminología del Paludismo.

En 1936 el ministro de Sanidad y Asistencia Social, Santos Dominici lo designó director de Malariología y a Alberto J. Fernández, adjunto y director de la Escuela de Expertos Malariólogos. Establecida la sede de la División Nacional de Malariología en Maracay, seleccionó cuidadosamente a sus colaboradores y en equipo se enfrenta al grave problema de la malaria en el país, mediante la adopción de una estrategia que rompió con los esquemas tradicionales de la época, y que todavía está plenamente vigente, preparando al personal de manera acuciosa y con metodologías definidas de acuerdo a las necesidades, acompañando el proceso de investigación epidemiológica y control de la enfermedad con medidas antibacteriales y antiparasitarias. Así realiza su estrategia y organiza la lucha antimalárica, basada en experiencias prácticas de saneamiento ambiental y suministro de medicamentos Antipalúdicos, con conocimiento profundo de la geopolítica nacional y en contacto con la gente, convirtiéndose en un Proyecto Nacional, que comienza a dar de inmediato resultados positivos, de tal manera que las altas tasas de morbilidad y mortalidad palúdicas que diezmaban al país en la época de los 1930, ya para 1944 habían disminuido considerablemente y se vislumbraba su control.
A este programa inicial, en 1945 sigue una fase de erradicación de la malaria, mediante una campaña nacional de aplicación del insecticida sintético denominado  Difenil Dicloro Tricloroetileno (DDT). El uso del polémico DDT en Venezuela se llevó a cabo de manera controlada gracias a la labor del químico italo-venezolano Ettore Mazzarri, fundador del Laboratorio Químico de Malariología en 1948. Los resultados fueron inmediatos: para 1950 la tasa de mortalidad por malaria en el país se había reducido a 9 por 100 000 habitantes y se había erradicado en un área de 132 000 km². A los 10 años de iniciada, en 1955, la tasa baja a 1 por 100 000 habitantes y el área erradicada aumenta a 305 414 km². En Morón, zona que poseía los mayores índices de mortalidad por malaria, había transcurrido ya tres años sin ninguna defunción por este flagelo.  A partir de entonces ocurre la gran explosión demográfica en Venezuela y se hacen patentes los logros alcanzados, éxitos que fueron reconocidos nacional e internacionalmente.
Además, descubrió nuevas especies de parásitos maláricos y se dedicó a estudiar el mosquito Anopheles nuneztovari, acción que catalizó el reconocimiento de las necesidades educativas y de preparar los cuadros gerenciales del Ministerio de Sanidad, mediante la creación de la escuela que hoy lleva su nombre en Maracay, una contribución profunda y adicional.
Entre 1959 y 1964 el presidente Rómulo Betancourt lo designó ministro de Sanidad y Asistencia Social y desarrolló una gestión influenciada por sus antecedentes profesionales fundamentados en actividades médicas y de saneamiento ambiental en todo el país.
El doctor Arnoldo Gabaldón aplicó en el Ministerio los mismos principios gerenciales que le aunaron una gestión exitosa en la División de Malariología: la precisión de objetivos fue uno de sus puntos cardinales como el que formuló al tomar posición del cargo: “Nuestro objetivo en el campo de la salud pública es conseguir un aumento de seis meses en la esperanza de vida al nacer por cada año de trabajo” (Guerrero y Borges, 1998, 85).

Como otros elementos significativos de su exitosa gestión, cabe destacar; que mantuvo vigente la selección del personal competente y la profesionalización del mismo tanto en el país como en el exterior, modernizó la administración de los diferentes departamentos. Su visión sobre la necesidad de una formación o preparación para ejercer una labor eficiente en el campo de la malariología está expresada en su libro “Una Política Sanitaria” y en las "Cartas del Ministro" las cuales le permitió divulgar mensualmente a todo el personal y al país sus puntos de vista; le dio prioridad a la medicina preventiva para lo cual creó la dependencia de saneamiento ambiental en 1960. Modificó el presupuesto de sanidad invirtiendo mayores recursos en el saneamiento ambiental. Fomentó la descentralización al firmar convenios con los gobiernos regionales para los “servicios cooperativos”. Fortaleció su vieja aspiración de la vivienda rural, con el propósito de ofrecer un habitat decente para el campesino venezolano.

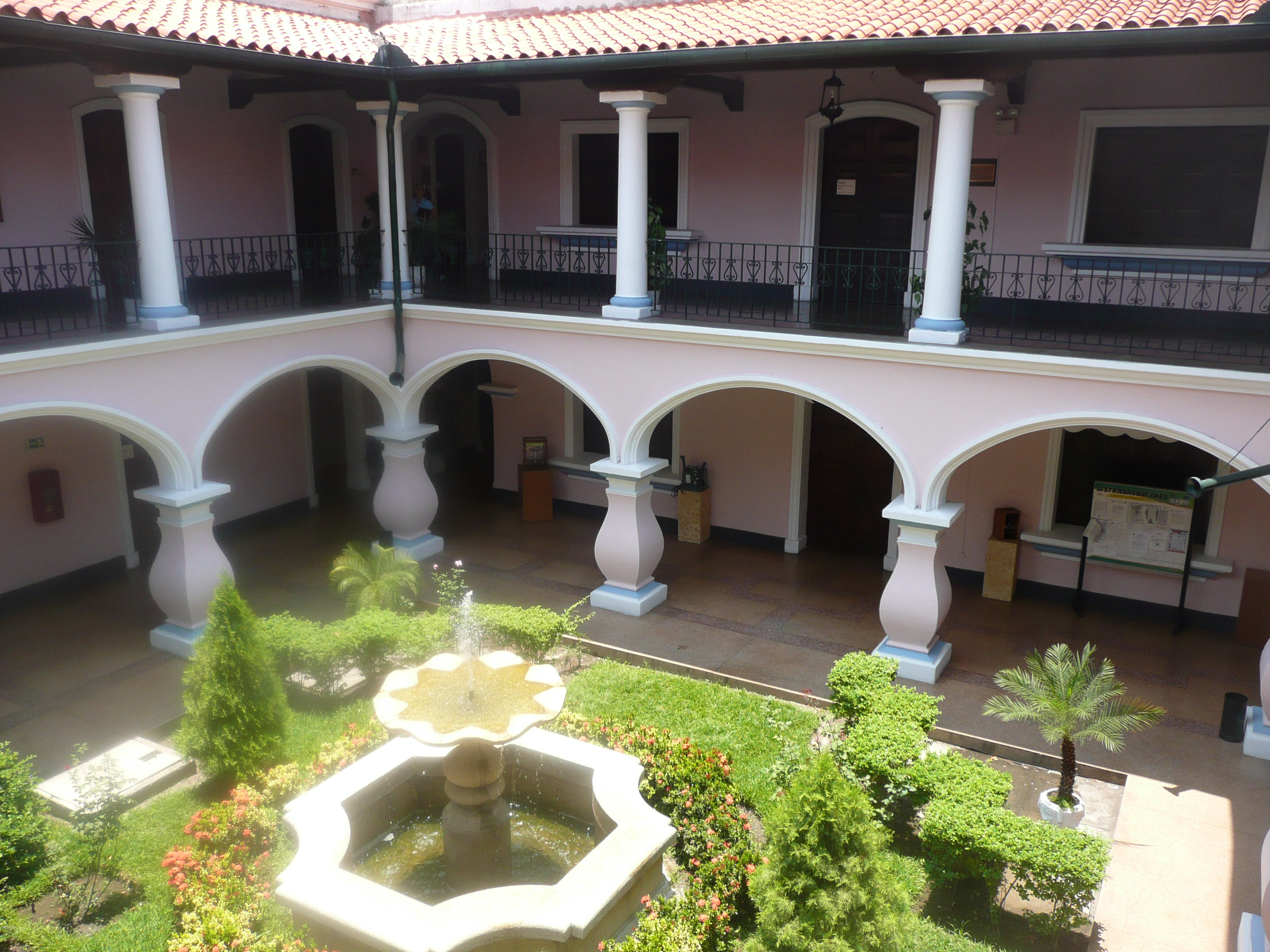
Instituto de Altos Estudios Arnoldo Gabaldón, (Maracay) declarado Monumento Histórico Nacional el 30 de agosto de 1984

Gabaldón fue autor de más de 200 trabajos publicados en revistas médicas nacionales e internacionales escritos en castellano, inglés, francés y alemán. Por ejemplo, realizó estudios acerca de la malaria en aves, obra que le valió ser incorporado como Individuo de Número de la Academia de Ciencias Físicas, Matemáticas y Naturales que en su honor institucionalizó el Premio Arnoldo Gabaldón para científicos menores de 40 años en las áreas de Biología, Física, Química y Matemática. Fue también Numerario de la Academia Nacional de Medicina, donde ocupó el sillón X incorporándose en el año de 1972. Fue profesor de la Cátedra Simón Bolívar de Estudios Latinoamericanos en la Universidad de Cambridge, Inglaterra (1968-1969) y dirigió los estudios de posgrado de la Universidad Central de Venezuela.
Gabaldón fue activo como experto de la Organización Mundial de la Salud, en trabajos para la lucha antimalárica en países de los 5 continentes. 

## Vida personal

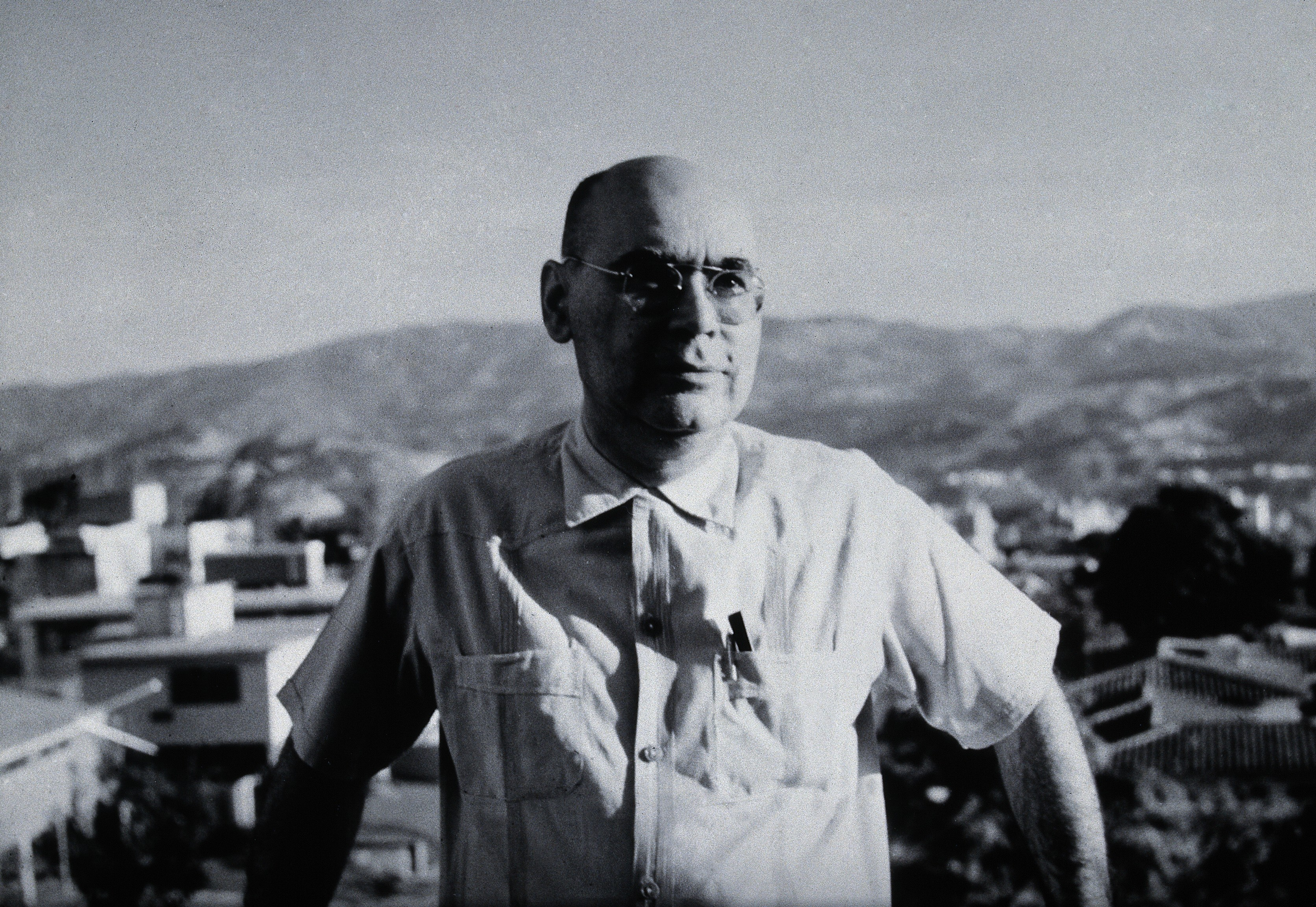
Foto de Arnoldo Gabaldón.

El 22 de abril de 1937 en Boconó, estado Trujillo, contrajo matrimonio con María Teresa Berti, hermana de uno de sus grandes amigos: Arturo Luis Berti y también luchador contra la malaria en Venezuela.
Su hijo el ingeniero Arnoldo José Gabaldón Berti (Caracas, 1938) fue el primer ministro del Ambiente de América Latina (1976-1979) y Presidente del Consejo de Administración del Programa de las Naciones Unidas para el Medio Ambiente (PNUMA), durante su XIX período de sesiones, Nairobi, Kenia, 1997-1999. Individuo de número de la Academia de Ciencias Físicas, Matemáticas y Naturales (2007), fue rector de la Comisión Presidencial para la Reforma del Estado (COPRE) y jefe de la delegación venezolana a la Cumbre Ambiental de Río 1992.
Su sobrino el ingeniero Adalberto Gabaldón fue ministro del Ambiente durante el gobierno de transición del presidente Ramón Velasquez (1993-1994).

## Legado
El 15 de febrero de 1989 se dispuso por decreto ejecutivo, que con el fin de celebrarse el octogésimo aniversario de su nacimiento, se editara su obra escrita, se emitiera una estampilla postal con su efigie y se diera su nombre al complejo de edificios que conformarían la Dirección de Malariología y Saneamiento Ambiental de Maracay hoy Instituto de Altos Estudios de Malariología Arnoldo Gabaldón.  La Parroquia Arnoldo Gabaldón del municipio Candelaria de su estado natal, en honor al ilustre parasitólogo y entomólogo trujillano.